# Giro dell'Umbria 1972
Il Giro dell'Umbria 1972, trentunesima edizione della corsa, si svolse il 17 agosto 1972 su un percorso di 199 km. La vittoria fu appannaggio dell'italiano Enrico Paolini, che completò il percorso in 4h41'00", precedendo i connazionali Roberto Poggiali e Arnaldo Caverzasi.
I corridori che tagliarono il traguardo di Perugia furono almeno 15.

## Ordine d'arrivo (Top 10)
| Pos. | Corridore          | Squadra   | Tempo    |
| ---- | ------------------ | --------- | -------- |
| 1    | Enrico Paolini     | Scic      | 4h41'00" |
| 2    | Roberto Poggiali   | Salvarani | s.t.     |
| 3    | Arnaldo Caverzasi  | Filotex   | s.t.     |
| 4    | Lino Farisato      | Ferretti  | s.t.     |
| 5    | Wilmo Francioni    | Ferretti  | s.t.     |
| 6    | Celestino Vercelli | Scic      | s.t.     |
| 7    | Pietro Guerra      | Salvarani | s.t.     |
| 8    | Costantino Conti   | Ferretti  | s.t.     |
| 9    | Enrico Guadrini    | Salvarani | s.t.     |
| 10   | Ugo Colombo        | Ferretti  | s.t.     |